# Bình Định (Bắc Giang)
Bình Định is een gehucht in het district Tân Yên, een van de districten in de Vietnamese provincie Bắc Giang. De provincie Bắc Giang ligt in het noordoosten van Vietnam, wat ook wel Vùng Đông Bắc wordt genoemd. Bình Định is een onderdeel van xã Lan Giới.
Thị trấn: Cao Thượng · Nhã Nam

Xã: An Dương · Cao Thượng · Cao Xá · Đại Hóa · Hợp Đức · Lam Cốt · Lan Giới · Liên Chung · Liên Sơn · Ngọc Châu · Ngọc Lý · Ngọc Thiện · Ngọc Vân · Nhã Nam · Phúc Hòa · Phúc Sơn · Quang Tiến · Quế Nham · Song Vân · Tân Trung · Việt Lập · Việt Ngọc